# Сюй Чао
Сюй Чао (кит. упр. 徐超, пиньинь Xú Chāo; 5 ноября 1994, Шанхай — 10 ноября 2024, Шанхай) — китайский профессиональный трековый велогонщик, чемпион Азиатских игр и Азии. Участник летних Олимпийских игр 2016 и 2020 года. 
На Олимпийских играх 2016 года занял 6-е место в спринте (в 1/4 финала уступил будущему серебряному призёру Каллуму Скиннеру).
В августе 2018 года стал чемпионом Азиатских игр в Джакарте в командном спринте.
На Олимпийских играх 2020 года стал 18-м в спринте и 27-м в кейрине.
В 2013—2019 годах завоевал 8 медалей на чемпионатах Азии по велоспорту — 1 золотую, 6 серебряных и 1 бронзовую.
Умер в декабре 2024 года в возрасте 30 лет.

## Достижения
2013
 Чемпионат Азии — командный спринт
 Восточноазиатские игры — спринт
2014
 Азиатские игры — командный спринт
  Чемпионат Азии — командный спринт
2015
 Чемпионат Азии — командный спринт
2016
 Кубок мира (Гонконг) — спринт
 Чемпионат Азии — командный спринт
 Чемпионат Азии — спринт
 Чемпионат Азии — кейрин